# William Stainton Moses
William Stainton Moses (Domington, Lincolnshire, 5 de Novembro de 1839 - 5 de Setembro de 1892) foi um ministro da Igreja Anglicana e médium psicógrafo inglês.

## Biografia
Era filho de William Moses, reitor de uma escola de Gramática, e neto, por parte de mãe, de Thomas Stainton d'Alford.
Iniciou os estudos sob a direção de seu pai, após o que foi confiado a um professor particular que, impressionado pelas aptidões do jovem, empenhou-se em que o pai o enviasse a uma escola pública. Desse modo, ingressou em 1855 na Escola de Gramática de Bedford, onde permaneceu por três anos, tendo recebido diversos elogios e premiações.
Ingressou no Exeter College, em Oxford, em 1858, onde veio a adoecer por excesso de estudo. A fim de convalescer, viajou durante um ano pela Europa, tendo, no regresso, passado seis meses em um dos mosteiros no Monte Atos. Aos 23 anos de idade, regressou a Oxford, onde se diplomou em 1863.
A necessidade de uma vida no campo levou-o a aceitar um curato em Maughold, perto de Ramsay na Ilha de Man, onde permaneceu por cinco anos, substituindo o reitor que, devido à idade avançada, não podia mais exercer as funções. Quando uma epidemia de varíola grassou na região, dada a ausência de médico, Moses atendeu os doentes, como pastor, enfermeiro e coveiro.
Em 1868 aceitou o curato de Saint-Georges, em Douglas, também na Ilha de Man, onde adoeceu uma vez mais, sendo atendido pelo Dr. Stanhope Speers, médico aposentado que residia em Douglas com a sua esposa. Abandonou esse curato em Setembro de 1869, tendo exercido as funções eclesiásticas, por alguns meses, em Langton, e em um curato da diocese de Salisbury, até que uma moléstia da garganta obrigou-o a renunciar ao ministério.
Em fins de 1870 obteve um lugar de professor de língua inglesa na University College School, cargo que ocupou até 1889.
Ainda em 1870 a sua atenção foi atraída para o Espiritismo durante o período em que residiu na casa do Dr. Speers, em Londres. A esposa desse médico, tendo adoecido por três semanas, para distrair-se, leu o livro "Debatable Land" de Robert Dale Owen. Impressionada pelo tema, de retorno ao convívio familiar, solicitou a Moses que o lesse também, e que procurasse descobrir o que poderia haver de fidedigno nos fatos narrados.
Em 1872 Moses começou a estudar o Espiritismo, a fim de cumprir a promessa formulada à Sra. Speers, para o que chegou a assistir algumas sessões espíritas, principalmente uma que teve como médium Lottie Towler. Posteriormente, em uma sessão realizada na residência do próprio casal Speers, tendo Moses como médium, os presentes obtiveram a convicção da existência de Espíritos comunicantes e, portanto, da imortalidade da alma.
Com o tempo, a mediunidade dee Stainton Moses veio a produzir fenómenos tão diferentes como sons musicais, pancadas, clarões, balsamização do ambiente com perfumes diversos, passos pesados que estremeciam o ambiente, tilintar de campainhas, levitação de corpos pesados como mesas e cadeiras, transposição da matéria, fenômenos de voz-direta, entre outros.
Como militante, contribuiu para a fundação da Associação Nacional Britânica dos Espiritualistas (1873), da Sociedade Psicológica da Grã-Bretanha (Abril de 1875), da Sociedade de Pesquisas Psíquicas (1882) e, finalmente, da Aliança Espiritualista de Londres, da qual foi o primeiro presidente, cargo que exerceu até à sua morte. Além dessas atividades, dirigiu a revista Light, periódico de fundo espitualista e escreveu sobre o tema para a Human Nature.
Ao longo do tempo, mesmo com o declínio da intensidade da sua faculdade mediúnica, conservou sempre a faculdade de psicografia.
A partir de 1889, registrou-se o declínio da sua saúde. Após sucessivos ataques de influenza veio a falecer.

## Obra
Sob o pseudônimo de M. A. Oxon, publicou:
- 1879 - "Spirit Identity"
- 1880 - "Higher Aspects of Spiritualism" (Aspectos superiores do Espiritualismo)
- 1882 - "Psychography"
- 1883 - "Spirit Teachings" (Ensinos Espiritualistas)

## Ver Também
- Espiritismo
- Espiritualismo
- Doutrina Espírita